# Christoph Maria Herbst
Christoph Maria Herbst (Wuppertal, 9 februari 1966) is een Duitse acteur en stemacteur. Voor zijn vertolking van Stromberg in de gelijknamige televisiereeks werd hij in 2006 bekroond met de Grimme-prijs. Herbst won ook driemaal na elkaar de Duitse Komedieprijs voor beste acteur.

## Leven en werk
Herbst is de jongste telg van een katholiek gezin. Na zijn Abitur te hebben volbracht, werd hij bankbediende bij de Deutsche Bank. Tezelfdertijd was hij actief in de vrije theaterscene van Wuppertal, waar hij in 1986 als stichtend lid mee aan de wieg stond van het Theater in Cronenberg en de bijbehorende toneelschool. Daar trad hij onder meer op in Macbeth van William Shakespeare en Barefoot in the park van Neil Simon. In de daaropvolgende jaren was Herbst in verscheidene theaterproducties te zien, waaronder Romeo en Julia, en de toneelversie van Woody Allens komedie Broadway Danny Rose. Recent was Herbst aan het werk te zien in de komedie Männerhort in het Berlijnse Theater am Kurfürstendamm. In 2009 stond hij op de bühne in Das Leben des Siegfried.

## Televisie
In 1997 maakte Christoph Maria Herbst zijn televisiedebuut in het programma Sketchup - The Next Generation. Van 2002 tot 2004 acteerde hij in de komische televisieserie Ladykracher op Sat.1, een prestatie waarvoor hij in 2002 met de Duitse Komedieprijs gehuldigd werd. In 2004 nam hij de hoofdrol op zich in de mockumentary Stromberg op ProSieben. Daarvoor ontving hij in 2006 de Grimme-prijs en in 2005, 2006 en 2007 de Duitse Komedieprijs voor beste acteur. Herbst was in 2006 een van de acteurs van Sesamstraße, de Duitse spin-off van het Amerikaanse kinderprogramma Sesame Street. In 2007 bood Sat.1 Herbst de hoofdrol aan in Hilfe! Hochzeit! - Die schlimmste Woche meines Lebens, een komedieserie gebaseerd op de BBC-sitcom The Worst Week of My Life. Herbst kroop in 2010 in de huid van rechercheur Kreutzer, de hoofdrol in de gelijknamige misdaadserie op ProSieben.

## Filmografie
De filmloopbaan van Herbst begon in het voorjaar van 1998 met Der wirklich letzte Junggeselle (De allerlaatste vrijgezel).
Verder speelde hij mee in de volgende films en series:
- 1998: Der Clown (tv-serie)
- 1998: Alarm für Cobra 11 – Die Autobahnpolizei (tv-serie)
- 1998: Der wirklich letzte Junggeselle
- 2000: Scharf aufs Leben (tv-serie)
- 2001–2003, 2008: Ladykracher (tv-serie)
- 2002: Soko Köln (tv-serie)
- 2003: 3 für Robin Hood
- 2004: Aus der Tiefe des Raumes
- 2004: (T)Raumschiff Surprise – Periode 1
- 2004: Der WiXXer
- sinds 2004: Stromberg (tv-serie)
- 2004: Das Zimmermädchen und der Millionär
- 2004: Erkan & Stefan in Der Tod kommt krass
- 2004: Im Dunkeln (korte film)
- 2005: Der Fischer und seine Frau
- 2005: Vom Suchen und Finden der Liebe
- 2005: Mädchen über Bord
- 2006: Hui Buh – Das Schlossgespenst
- 2006: Urmel aus dem Eis
- 2006: Wo ist Fred?
- 2007: Die Aufschneider
- 2007: Hilfe! Hochzeit! – Die schlimmste Woche meines Lebens (tv-serie)
- 2007: Neues vom WiXXer
- 2007: Hände weg von Mississippi
- 2007: Jakobs Bruder
- 2008: Horton hört ein Hu!
- 2008: Don Quichote – Gib niemals auf!
- 2008: Urmel voll in Fahrt
- 2008: Zwei Weihnachtsmänner
- 2009: Wickie und die starken Männer
- 2009: Pastewka (tv-serie)
- 2009: Mullewapp – Das große Kinoabenteuer der Freunde
- 2010: Carlotta und die Wolke
- 2010: Konferenz der Tiere
- 2010: Kreutzer kommt… in den Club
- 2010: Das Traumschiff – Bora Bora
- 2011: Wickie auf großer Fahrt
- 2012: Das Haus der Krokodile
- 2012: Und weg bist du
- 2012: Kreutzer kommt… ins Krankenhaus
- 2012: Götter wie wir (tv-serie)
- 2012: Achtung Polizei! - Alarm um 11 Uhr 11
- 2013: Ritter Rost – Eisenhart & voll verbeult (stem van prins Protz)
- 2015 :  Er ist wieder da - Christophe Sensenbrink
- 2015: De Dassler broers: Adidas versus Puma

### Als stemacteur
- 2006: Urmel aus dem Eis … als dokter Zwengelmann
- 2007, 2012: The Simpsons (animatieserie) … als Charles, Ricky Gervais
- 2008: Jasper und das Limonadenkomplott … als Dr. Block
- 2008: Horton hört ein Hu! … als Horton
- 2008: Urmel voll in Fahrt … als Eddie
- 2008: Willkommen bei den Sch’tis … als Antoine Bailleul
- 2009: Mullewapp – Das große Kinoabenteuer der Freunde … als Franz von Hahn
- 2010: Konferenz der Tiere … als haan Charles
- 2013: Ritter Rost – Eisenhart & voll verbeult … als prins Protz
- 2015: Stockmann … als Stockmann
- 2016: Angry Birds – Der Film … als Red
- 2017: Ritter Rost 2 – Das Schrottkomplott … als ridder Rost
- 2017: Die Schlümpfe – Das verlorene Dorf … als Gargamel
- 2017: Emoji – Der Film … als Hi-5
- 2018: Peter Hase … als Peter Hase
- 2018: Die Sch’tis in Paris – Eine Familie auf Abwegen … als Valentin D.
- 2019: Mister Link – Ein fellig verrücktes Abenteuer … als Sir Lionel Frost
- 2019: Angry Birds 2 – Der Film … als Red
- 2020: Vogeltanz … als verteller
- 2021: Meneer Papier ... als meneer Papier
- 2023: Holy Shit – Mit SCH#!$E die Welt retten … als verteller
- 2024: Ein Jahr auf unserer Erde - Herbst … als spreker

## Luisterboeken
- 2005: Vollidiot van Tommy Jaud, Patmos, Düsseldorf & BookBeat, 3 CDs, ISBN 3-491-91178-8.
- 2006: Resturlaub van Tommy Jaud, Argon Verlag, Berlin, 4 cd's, ISBN 978-3-86610-267-5 resp. ISBN 3-87024-443-7 (met boekje van 12 pagina's); ook als DAISY mp3-cd, ISBN 978-3-86610-628-4.
- 2007: Millionär van Tommy Jaud, Argon-Verlag, Berlin, 4 cd's, ISBN 978-3-86610-306-1; ook als DAISY mp3-cd, ISBN 978-3-86610-627-7.
- 2008: Nicht mein Tag van Ralf Husmann, Argon-Verlag, Berlin, 4 cd's, ISBN 978-3-8398-9004-2; ook als DAISY mp3-cd, ISBN 978-3-86610-626-0.
- 2009: Stromberg – Chef sein, Mensch bleiben van Ralf Husmann, Random House Audio, Köln, 1 cd, ISBN 978-3-8371-0218-5.
- 2009: Schachnovelle van Stefan Zweig, Argon-Verlag, Berlin, 2 cd's (onverkort), ISBN 978-3-86610-534-8; ook als DAISY mp3-cd, ISBN 978-3-86610-790-8.
- 2009: Shaun das Schaf – Abspecken mit Shaun und drei weitere schafsinnige Geschichten, Der Hörverlag, München, 1 cd, ISBN 978-3-86717-513-5.
- 2010: Schneller als der Tod von Josh Bazell, Übersetzung von Malte Krutzsch, Der Hörverlag, München, 6 cd's (onverkort), ISBN 978-3-86717-701-6.
- 2010: Finnen von Sinnen. Von einem, der auszog, eine finnische Frau zu heiraten van Wolfram Eilenberger, Schall & Wahn, Bergisch Gladbach, 4 cd's (onverkort), ISBN 978-3-8371-0427-1.
- 2010: Ein Traum von einem Schiff. Eine Art Roman van Christoph Maria Herbst, Argon-Verlag, Berlin, 3 cd's (onverkort, 239 minuten), ISBN 978-3-8398-1092-7; ook als DAISY mp3-cd, ISBN 978-3-8398-5073-2.
- 2010: Vorsicht vor Leuten van Ralf Husmann, Argon-Verlag, Berlin, 4 cd's (309 minuten), ISBN 978-3-8398-1034-7; ook als DAISY mp3-cd, ISBN 978-3-8398-5056-5.
- 2010: Eine Weihnachtsgeschichte. Frei nach Charles Dickens van Christian F. Arsan en Stefan Dressler, Steinbach Sprechende Bücher, Schwäbisch Hall, 1 cd, ISBN 978-3-86974-058-4.
- 2010: BGB – das Beste aus dem Bürgerlichen Gesetzbuch, Argon-Verlag, Berlin, 3 cd's (183 minuten), ISBN 978-3-8398-1037-8; ook als DAISY mp3-cd, ISBN 978-3-8398-5061-9.
- 2010: Shaun das Schaf – Badetag und drei weitere schafsinnige Geschichten, Der Hörverlag, München, 1 cd, ISBN 978-3-86717-594-4.
- 2010: Plötzlich Shakespeare van David Safier, met Anneke Kim Sarnau, Argon-Verlag, Berlin, 4 cd's, ISBN 978-3-8398-1016-3; ook als DAISY mp3-cd, ISBN 978-3-8398-5037-4.
- 2011: Jo Raketen-Po von Pinkus Tulim, Lausbuch, Bergisch Gladbach, 2 cd's (onverkort, 158 minuten), ISBN 978-3-8371-1096-8.
- 2011: Einmal durch die Hölle und zurück von Josh Bazell, vertaling door Thomas Gunkel en Malte Krutzsch, Der Hörverlag, München, 6 cd's (ingekort, 391 minuten), ISBN 978-3-86717-795-5.
- 2012: Ich bin ein Kunde, holt mich hier raus. Irrwitziges aus der Servicewelt von Tom König, audio media verlag GmbH, 2 cd's (ingekort, 140 minuten), ISBN 978-3-86804-275-7.
- 2012: Er ist wieder da van Timur Vermes, Lübbe Audio Köln, 6 cd's (411 minuten), ISBN 978-3-7857-4741-4.
- 2012: Ausgefressen van Moritz Matthies, Argon-Verlag, Berlin, 4 cd's (310 minuten), ISBN 978-3-8398-9150-6; ook als DAISY mp3-cd, ISBN 978-3-8398-5112-8.
- 2012: Die Straßenverkehrsordnung StVO: das Hörbuch, Argon-Verlag, Berlin, 2 cd's (onverkort, 123 minuten), ISBN 978-3-8398-1195-5.
- 2012: Die Kiste der Beziehung. Wenn Paare auspacken van Sonja Schönemann en Ralf Husmann, Argon-Verlag, Berlin, 4 cd's (269 minuten), ISBN 978-3-8398-1136-8; ook als DAISY mp3-cd, ISBN 978-3-8398-5124-1.
- 2012: CSI: Märchen – Die Morde in der Märchenwelt van Roland Griem, Dominik Kapahnke en Oliver Versch met Tanja Geke, Random House Audio, Köln, 1 cd (45 minuten), ISBN 978-3-8371-1681-6.
- 2013: Tafiti und die Reise ans Ende der Welt van Julia Boehme, Der Hörverlag, München, 1 cd (onverkort, 43 minuten), ISBN 978-3-8445-1003-4.
- 2013: Schweinkram. Zwei unziemliche Geschichten van Alan Bennett, Der Hörverlag, München, 3 cd's (onverkort, 136 minuten), ISBN 978-3-8445-1049-2.
- 2013: Kündige, wenn du es schaffst. Neuer Irrwitz aus der Servicewelt van Tom König, Audio Media, München, 2 cd's (ingekort, 140 minuten), ISBN 978-3-86804-302-0.
- 2013: China study. Die wissenschaftliche Begründung für eine vegane Ernährungsweise van T. Colin Campbell en Thomas M. Campbell, Argon-Verlag, Berlin, 3 cd's (216 minuten), ISBN 978-3-8398-8034-0; ook als DAISY mp3-cd, ISBN 978-3-8398-5190-6.
- 2013: Voll Speed van Moritz Matthies, Argon-Verlag, Berlin, 4 cd's (317 minuten), ISBN 978-3-8398-1214-3; ook als DAISY mp3-cd, ISBN 978-3-8398-5163-0.
- 2013: CSI: Märchen 2 – Neue Morde in der Märchenwelt van Roland Griem, Dominik Kapahnke en Oliver Versch met Tanja Geke, Random House Audio, Köln, 1 cd (circa 65 minuten), ISBN 978-3-8371-2260-2.
- 2013: Das total gefälschte Geheim-Tagebuch vom Mann von Frau Merkel, Argon-Verlag, Berlin, 3 cd's (201 minuten), ISBN 978-3-8398-1224-2; ook als DAISY mp3-cd, ISBN 978-3-8398-5169-2.
- 2014: Dumm gelaufen van Moritz Matthies, Argon-Verlag, Berlin, 4 cd's (302 minuten), ISBN 978-3-8398-1305-8; ook als DAISY mp3-cd, ISBN 978-3-8398-5199-9.
- 2014: Arbeit macht Arbeit, darum heißt sie ja so … Stromberg – Die goldenen Job-Regeln. Das ultimative Büro-Buch! van Ralf Husmann, Random House Audio, Köln, 2 cd's (onverkort, 132 minuten), ISBN 978-3-8371-2583-2
- 2014: Still von Zoran Drvenkar, Der Audio Verlag, 6 cd's, (onverkorte lezing, 457 minuten), ISBN 978-3-86231-449-2.
- 2014: Ich und die Menschen van Matt Haig, Der Hörverlag, 1 mp3-cd, (onverkorte lezing, 509 minuten), ISBN 978-3-8445-1403-2.
- 2014: Mara und der Feuerbringer van Tommy Krappweis, Argon Verlag, Berlin, 4 cd's (officiële leesversie, 298 minuten), ISBN 978-3-8398-4058-0.
- 2014: Der satanarchäolügenialkohöllische Wunschpunsch van Michael Ende, Hörbuch Hamburg, ISBN 978-3-86742-720-3.
- 2016: Vollidiot van Tommy Jaud, Sauerländer Audio, 2004 Argon Verlag GmbH, Berlin
- 2017: Zu gut für die Hölle van Jochen Till, Der Audio Verlag, ISBN 978-3-86231-970-1.
- 2017: Ein teuflisch gutes Team van Jochen Till, Der Audio Verlag, ISBN 978-3-7424-0174-8.
- 2017: Die Wurzel alles Guten van Miika Nousiainen, Argon Verlag GmbH, 2017 Nagel & Kimche – Carl
- 2018: Jim Knopf und Lukas der Lokomotivführer van Michael Ende, Hörbuch Hamburg, ISBN 978-3-86742-395-3.
- 2018: Einmal Hölle und zurück van Jochen Till, Der Audio Verlag, ISBN 978-3-7424-0454-1.
- 2018: Der Teufel ist los van Jochen Till, Der Audio Verlag, ISBN 978-3-7424-0659-0.
- 2018: Die Hungrigen und die Satten van Timur Vermes, Lübbe Audio Köln, 8 CDs (bewerkte versie, 555 minuten), ISBN 978-3-7857-5800-7.
- 2019: Ein höllischer Tausch van Jochen Till, Der Audio Verlag, ISBN 978-3-7424-0955-3.
- 2019: Verrückt nach Schweden van Miika Nousiainen, Argon Verlag, ISBN 978-3-8398-1708-7.
- 2019: Solo für Opa van Thomas Krüger, Wilhelm Heyne Verlag, ISBN 978-3-8371-4650-9.
- 2020: Infektionsschutzgesetz van Argon Verlag, ISBN 978-3-7324-5454-9.
- 2020: Jim Knopf und die Wilde 13 van Michael Ende, Hörbuch Hamburg, ISBN 978-3-7456-0226-5.
- 2021: 1984 van George Orwell, Random House Audio, ISBN 978-3-8371-5425-2
- 2021: Farm der Tiere van George Orwell, Random House Audio, ISBN 978-3-8371-5545-7
- 2021: Der Wald ruft van Moritz Matthies, Argon Verlag, ISBN 978-3-8398-1807-7 (onverkort: Audible)
- 2022: ICH UND MEINE CHAOS-BRÜDER – EIN HOCH AUF UNS! van Sarah Welk, Argon Verlag, ISBN 978-3-8398-4272-0
- 2023: Tafiti und seine Freunde – Abenteuer in der Savanne van Julia Boehme, der Hörverlag, ISBN 978-3-8445-5066-5 (luisterboek download)
- 2023: Wunderbare Weihnachten. Geschichten zum Fest van Agatha Christie, der Hörverlag & Audible, ISBN 978-3-8445-5094-8 (luisterboek)